# Gare d'Acle
La gare d'Acle est une gare ferroviaire britannique de la Wherry Lines, ligne de Brundall à Great Yarmouth via Acte, située au sud-ouest du bourg d'Acle dans le comté du Norfolk à l'est de Angleterre.

## Situation ferroviaire
Établie à 9 mètres d'altitude, la gare d'Acle, gare d'évitement sur une section à voie unique, est située au point kilométrique (PK) 10,34 de la Wherry Lines : ligne de Brundall à Great Yarmouth via Acte, entre les gares de Cantley et de Great Yarmouth.